# Futbol a Anglaterra

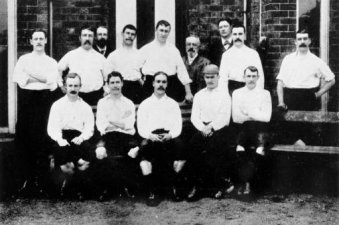
Preston North End el 1888.

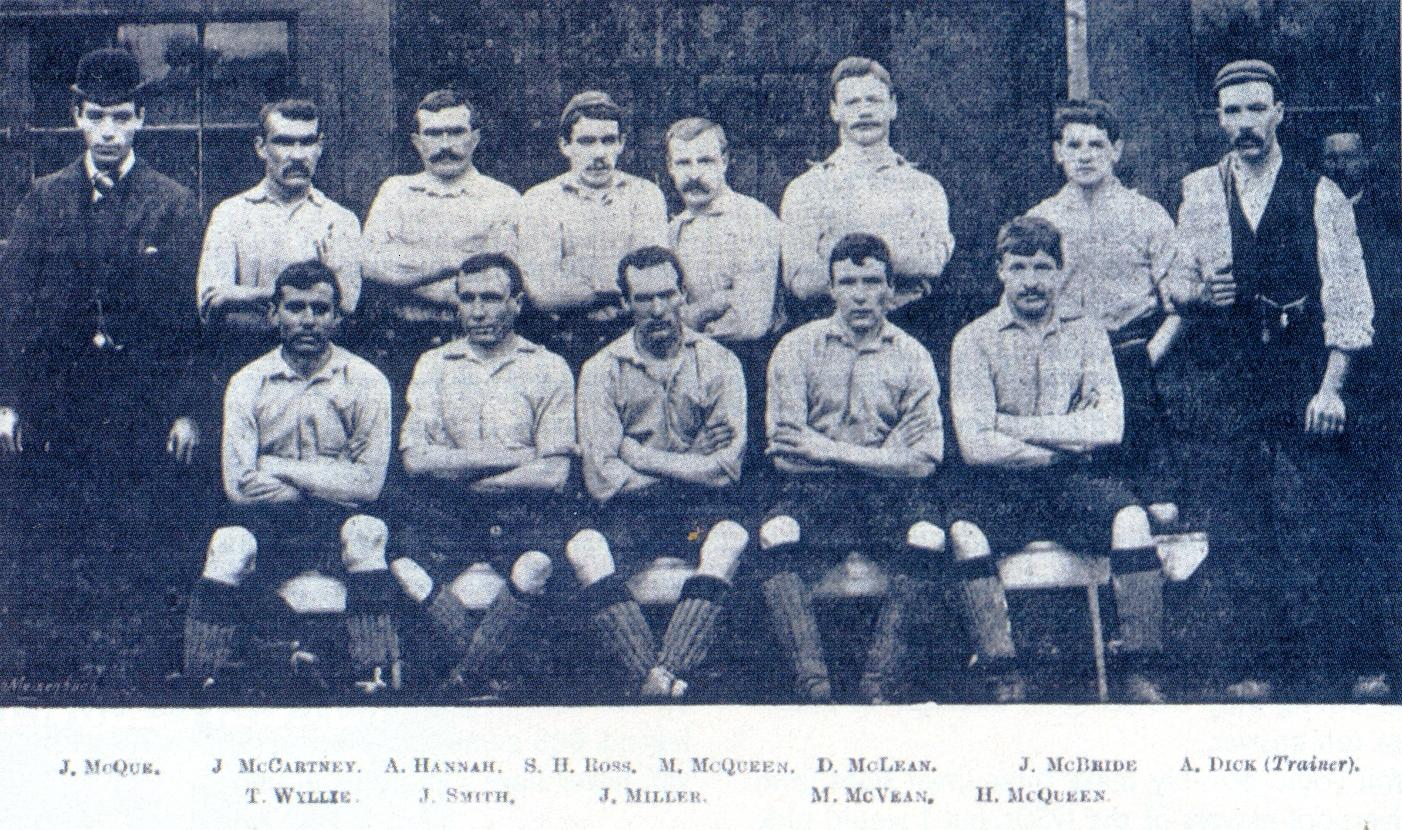
Liverpool el 1892.

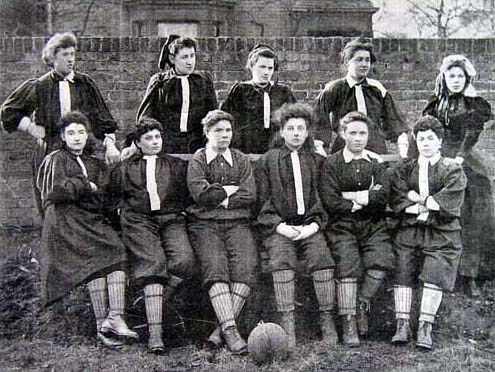
British Ladies Football Club.

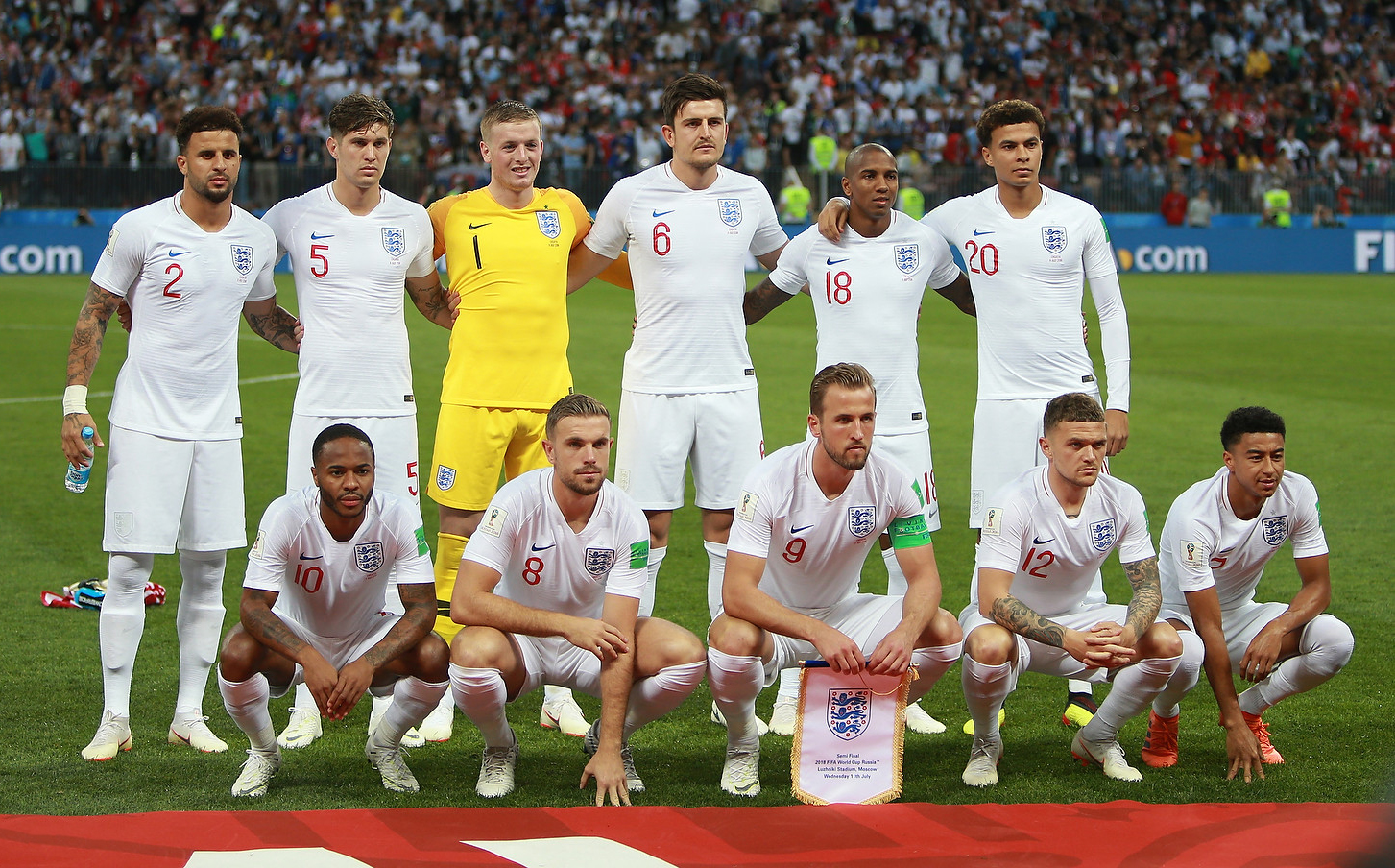
Anglaterra el 2018.

El futbol és l'esport més popular a Anglaterra, existint més de 40.000 clubs. El futbol, tal com s'entén avui dia, va néixer a Anglaterra al segle xix. Inicialment, cada escola on es practicava el futbol tenia les seves pròpies regles. La necessitat de poder competir unes contra altres feu necessari una codificació única del futbol. Les primeres regles unificades foren les regles de Cambridge de l'any 1848. Posteriorment, el primer club de futbol no pertanyent a una escola o universitat a la història, el Sheffield FC creà les seves pròpies regles l'any 1855. Les regles foren finalment unificades amb la creació de la federació anglesa, la Football Association, l'any 1863. Alguns clubs dissidents amb aquestes regles crearen les seves pròpies codificacions formant la variant del futbol que avui coneixem com Rugby Union.

## Història
La primera competició nacional organitzada al país fou la FA Cup. Començà l'any 1871 i el primer vencedor fou el Wanderers FC, un club de Londres, fundat el 1857 amb el nom de Forest FC. Durant els primers anys el professionalisme no era permès i dominaren club d'escoles com l'Old Etonians (1865). La divisió, però, entre favorables al professionalisme, promogut pels clubs del nord, i l'amateurisme, pels del sud provocà una crisi que se solucionà l'any 1885 amb l'acceptació del primer, evitant d'aquesta manera la divisió del futbol anglès.
El professionalisme, però, necessitava competicions amb més partits i, d'aquesta manera, l'any 1888 es creà la lliga anglesa de futbol (The Football League). Fou la primera lliga de futbol professional al món. Fins aleshores, algunes altres lligues havien estat creades a Anglaterra de caràcter amateur. Dels dotze clubs fundadors, sis eren de Lancashire (Blackburn Rovers (1875), Burnley (1882), Bolton Wanderers (1874), Accrington FC (1872), Everton FC (1878) i Preston North End (1879) i sis dels Midlands, Aston Villa (1872), Derby County FC (1884), Notts County (1862), Stoke City (1868), West Bromwich Albion (1879) i Wolverhampton Wanderers (1887). El primer campió fou el Preston NE. L'any 1892 nasqué la segona divisió. De forma paral·lela havien aparegut altres lligues, com la Northern League, la Southern League (1896) o l'Amateur Football Alliance (1907), amb els equips Cambridge University, Clapham Rovers, SC Corinthians, Old Carthusians, Old Etonians, Old Westminsters i Swifts, però no aconseguiren eclipsar la Football League.
Altres dels principals clubs destacats en els inicis del futbol anglès foren: Crystal Palace (1861), Blackburn Olympic FC (1877), No Name's de Kilburn, Barnes, Royal Engineers, Blackheath, Nottingham Rangers, Northwich Victoria (1873), Bishop's Stortford (1874), Trowbrigde Town FC (1880), Darwen FC (1875), Glossop North End FC (1886), Crook Town FC (1889), Weymoth FC (1890), Maidstone United FC (1897), Bradford Park Avenue (1907), Hendon FC de Londres (1908), Burton Utd, Bootle, Middlesbrough Ironopolis, Burton Wanderers, Loughborough, Leeds City (1904), New Brighton Tower, Bradford Northern RLFC o Rugby Town AFC (1912).
Durant el primer quart de segle xx, el futbol britànic era el millor del planeta. Gran Bretanya guanyà tres medalles d'or olímpiques abans de la Primera Guerra Mundial. La primera derrota d'Anglaterra contra un país no britànic fou l'any 1929 a Madrid contra Espanya. En canvi, la primera derrota contra una selecció de fora de les Illes Britàniques a casa no arribà fins al 1953 quan fou derrotada per Hongria per 3 a 6. Pel que fa a les copes mundials, fins a la Segona Guerra Mundial Anglaterra no hi prengué part en no voler estar afiliada a la FIFA, tot i ser, possiblement, el millor equip. Posteriorment aconseguí la victòria al mundial de 1966 essent el país organitzador.
A nivell de clubs, la primera victòria a la Copa d'Europa de futbol arribà l'any 1968 amb la victòria del Manchester United FC. L'època més brillant arribà entre 1977 i 1982 amb sis victòries consecutives de clubs anglesos (Liverpool FC, Nottingham Forest i Aston Villa). Noves victòries de Liverpool i Manchester han elevat fins a 10 el nombre de títols anglesos a la màxima competició europea per a clubs.

## Estructura
Les principals competicions de futbol a Anglaterra són governades per la Football Association (la federació anglesa de futbol). Després hi ha diverses associacions regionals que dirigeixen el futbol semi-professional o amateur.
Actualment la FA Premier League és la màxima competició de futbol al país. Aquesta competició es creà l'any 1992 amb la intenció dels principals clubs anglesos d'obtenir millors ingressos. Per sota hi ha tres divisions anomenades Football League Championship, Football League One i Football League Two. Aquestes tres categories formen The Football League i són directament organitzades per la federació anglesa.
Per sota de la Football League trobem diverses competicions normalment anomenades "non-League football". La primera és l'anomenada Football Conference, organitzada també per la F.A. i dividida en tres grups: Conference National, Conference North i Conference South. Aquestes lligues tenen algun club professional i molts de semi-professionals. A partir d'aquestes divisions comencen ha haver més d'una lliga (o grup) per nivell, formant l'anomenada piràmide de divisions, cadascuna de les lligues abastant regions més petites.
Les següents divisions són la Northern Premier League, la Southern League i la Isthmian League. Pel que fa al futbol amateur, existeixen al país moltes lligues, normalment organitzades per organismes autònoms a nivell de comtat (County Football Associations). La més important és lAmateur Football Alliance, ubicada principalment a la regió de Londres.
| Nivell | Lliga / Divisió                            | Lliga / Divisió                            | Lliga / Divisió                                  | Lliga / Divisió                                      | Lliga / Divisió                           | Lliga / Divisió                           |
| ------ | ------------------------------------------ | ------------------------------------------ | ------------------------------------------------ | ---------------------------------------------------- | ----------------------------------------- | ----------------------------------------- |
| 1      | FA Premier League                          | FA Premier League                          | FA Premier League                                | FA Premier League                                    | FA Premier League                         | FA Premier League                         |
| 2      | The Football League - League Championship  | The Football League - League Championship  | The Football League - League Championship        | The Football League - League Championship            | The Football League - League Championship | The Football League - League Championship |
| 3      | The Football League - Football League One  | The Football League - Football League One  | The Football League - Football League One        | The Football League - Football League One            | The Football League - Football League One | The Football League - Football League One |
| 4      | The Football League - Football League Two  | The Football League - Football League Two  | The Football League - Football League Two        | The Football League - Football League Two            | The Football League - Football League Two | The Football League - Football League Two |
| 5      | Football Conference - Conference National  | Football Conference - Conference National  | Football Conference - Conference National        | Football Conference - Conference National            | Football Conference - Conference National | Football Conference - Conference National |
| 6      | Football Conference - Conference North     | Football Conference - Conference North     | Football Conference - Conference North           | Football Conference - Conference South               | Football Conference - Conference South    | Football Conference - Conference South    |
| 7      | Northern Premier League - Premier Division | Northern Premier League - Premier Division | Southern Football League - Premier Division      | Southern Football League - Premier Division          | Isthmian League - Premier Division        | Isthmian League - Premier Division        |
| 8      | Northern Premier League - First Division   | Northern Premier League - First Division   | Southern Football League - Division One Midlands | Southern Football League - Division One South & West | Isthmian League - Division One North      | Isthmian League - Division One South      |
| 9 a 24 | County Football Associations               | County Football Associations               | County Football Associations                     | County Football Associations                         | County Football Associations              | County Football Associations              |

Pel que fa a les competicions de copa, la més important és la Copa anglesa de futbol (FA Cup), la més antiga i emblemàtica competició de copa arreu del món. La disputen al voltant de 600 equips del sistema piramidal del futbol anglès. També es disputen la FA Community Shield (o Supercopa anglesa de futbol) i la Copa de la lliga anglesa de futbol (actualment anomenada Carling Cup).

## Competicions
- FA Premier League
- Lliga anglesa de futbol
- Copa anglesa de futbol
- Copa de la Lliga anglesa de futbol
- Supercopa anglesa de futbol
- Copa Anglo-escocesa
- Copa Anglo-italiana

## Principals clubs
- Arsenal Football Club (Londres)
- Aston Villa Football Club (Birmingham)
- Birmingham City Football Club (Birmingham)
- Blackburn Rovers Football Club (Blackburn)
- Blackpool Football Club (Blackpool)
- Bolton Wanderers Football Club (Bolton)
- A.F.C. Bournemouth (Bournemouth)
- Bradford City A.F.C. (Bradford)
- Brentford Football Club (Londres)
- Brighton & Hove Albion FC (Brighton)
- Bristol City Football Club (Bristol)
- Bristol Rovers Football Club (Bristol)
- Burnley Football Club (Burnley)
- Charlton Athletic Football Club (Londres)
- Chelsea Football Club (Londres)
- Coventry City Football Club (Coventry)
- Crewe Alexandra Football Club (Crewe)
- Crystal Palace Football Club (Londres)
- Derby County Football Club (Derby)
- Everton Football Club (Liverpool)
- Exeter City Football Club (Exeter)
- Fulham Football Club (Londres)
- Grimsby Town Football Club (Grimsby)
- Huddersfield Town Football Club (Huddersfield)
- Hull City Association Football Club (Kingston-upon-Hull)
- Ipswich Town Football Club (Ipswich)
- Leeds United Football Club (Leeds)
- Leicester City Football Club (Leicester)
- Leyton Orient Football Club (Londres)
- Liverpool Football Club (Liverpool)
- Luton Town Football Club (Luton)
- Manchester City Football Club (Manchester)
- Manchester United Football Club (Manchester)
- Middlesbrough Football Club (Middlesbrough)
- Millwall Football Club (Londres)
- Newcastle United Football Club (Newcastle)
- Northampton Town Football Club (Northampton)
- Norwich City Football Club (Norwich)
- Nottingham Forest Football Club (Nottingham)
- Notts County Football Club (Nottingham)
- Oldham Athletic A.F.C. (Oldham)
- Peterborough United Football Club (Peterborough)
- Plymouth Argile Football Club (Plymouth)
- Port Vale Football Club (Stoke-on-Trent)
- Portsmouth Football Club (Portsmouth)
- Preston North End Football Club (Preston)
- Queens Park Rangers Football Club (Londres)
- Reading Football Club (Reading)
- Rotherham United Football Club (Rotherham)
- Sheffield United Football Club (Sheffield)
- Sheffield Wednesday Football Club (Sheffield)
- Southampton Football Club (Southampton)
- Southend United Football Club (Southend)
- Stockport County Football Club (Stockport)
- Stoke City Football Club (Stoke-on-Trent)
- Sunderland Association Football Club (Sunderland)
- Swindon Town Football Club (Swindon)
- Tottenham Hotspur FC (Londres)
- Tranmere Rovers Football Club (Birkenhead)
- Walshall Football Club (Walshall)
- Watford Football Club (Watford)
- West Bromwich Albion Football Club (West Bromwich)
- West Ham United Football Club (Londres)
- Wigan Athletic Football Club (Wigan)
- Wimbledon Football Club (Londres)
- Wolverhampton Wanderers Football Club (Wolverhampton)
- Wycombe Wanderers Football Club (High Wycombe)
- York City Football Club (York)

## Jugadors destacats
Des de 1870
- Robert Walpole Sealy Vidal

Des de 1890
- John Goodall
- Charlie Athersmith
- William Isiah Basset

Des de 1900
- John William Robinson
- Bob Crompton
- Jesse Pennington
- Alf Common
- Stephen 'Steve' Bloomer
- Harry Hampton

Des de 1910
- Samuel Hardy
- Vivian John Woodward

Des de 1920
- David Bone N. Jack

Des de 1930
- Harry Hibbs
- Vic Woodley
- Ernie Blenkinsop
- George Male
- Eddie Hapgood
- Samuel Crooks
- William Ralph Dean
- Eric Brook
- Ted Drake
- Cliff Bastin

Des de 1940
- Frank Victor Swift
- Joe Mercer
- Tommy Lawton
- Stanley Matthews
- Wilfred 'Wilf' Mannion

Des de 1950
- Albert 'Bert' Williams
- John Aston
- Alfred 'Alf' Ramsey
- Roger Byrne
- Eddie Colman
- William 'Billy' Wright
- Neil Franklin
- Duncan Edwards
- Jimmy Dickinson
- Thomas 'Tommy' Taylor
- Nathaniel Lofthouse
- Stanley 'Stan' Mortensen
- Thomas Finney

Des de 1960
- Gordon Banks
- Ray Wilson
- Robert 'Bobby' Moore
- Jackie Charlton
- Jimmy Armfield
- Robert Charlton
- Alan James Ball
- Johnny Norman Haynes
- Martin Stanford Peters
- Roger Hunt
- Geoff Charles Hurst
- Jimmy Greaves

Des de 1970
- Peter Bonetti
- Raymond Neal Clemence
- Alan Mullery
- Phil Neal
- Allan Clarke
- Terry McDermott
- Joseph Kevin Keegan
- Trevor John Francis
- Paul Mariner

Des de 1980
- Peter Leslie Shilton
- Terry Butcher
- Bryan Robson
- Glenn Hoddle
- Chris Roland Waddle
- John Charles Barnes
- Gary Winston Lineker
- Peter Andrew Beardsley

Des de 1990
- David Seaman
- Paul John Gascoigne
- David Beckham
- Paul Ince
- Steve McManaman
- Alan Shearer

Des de 2000
- Sol Campbell
- Rio Ferdinand
- Steven Gerrard
- Paul Scholes
- Frank Lampard
- Michael Owen
- Wayne Rooney

Des de 2010
- Ashley Cole
- John Terry
- Jack Wilshere
- John Stones
- Dele Alli
- Gary Cahill
- Marcus Rashford
- Raheem Sterling
- Harry Kane

## Principals estadis
- Wembley (Londres)
- Emirates Stadium (Londres)
- Highbury (Londres)
- Stamford Bridge (Londres)
- The Valley (Londres)
- Selhurst Park (Londres)
- White Hart Lane (Londres)
- Villa Park (Birmingham)
- Saint Andrew's (Birmingham)
- Ewood Park (Blackburn)
- Reebok Stadium (Bolton)
- Pride Park (Derby)
- Ellan Road (Leeds)
- Walkers Stadium (Leicester)
- Anfield Road (Liverpool)
- Goodison Park (Liverpool)

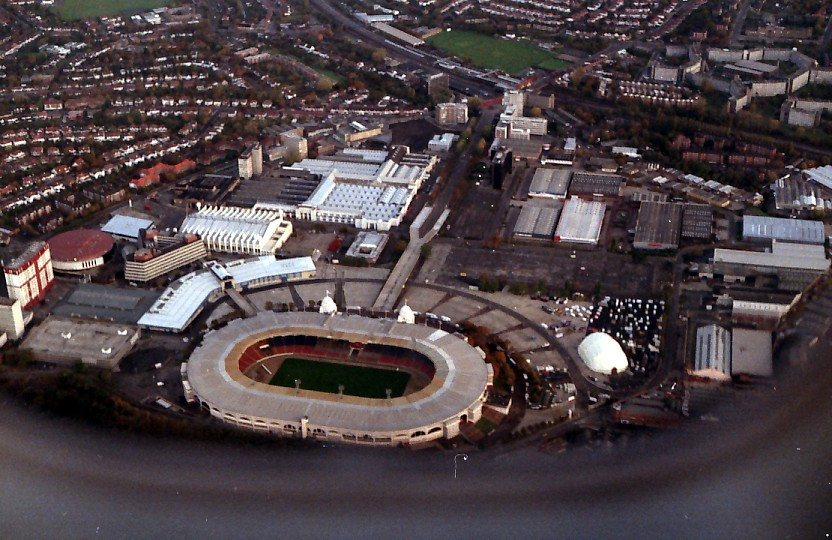
Antic Wembley.

- City of Manchester Stadium (Manchester)
- Old Trafford (Manchester)
- Cellnet Riverside Stadium (Middlesbrough)
- St. James' Park (Newcastle)
- City Ground (Nottingham)
- Meadow Lane (Nottingham)
- Bramall Lane (Sheffield)
- Estadi de Hillsborough (Sheffield)
- St. Mary's Stadium (Southampton)
- Stadium of Light (Sunderland)